# حصن سيدي عمار
حصن سيدي عمار حصن قديم (ربما منذ العهد الفينيقي) يقع عند المدخل الشرقي لميناء جيجيل. وبالتحديد على لسان من البر يحد من الشرق الخليج الصغير الذي يقع به ميناء جيجل. ويشكل الحاجز بين الميناء القديم وميناء الصيد - بو الديس.
يسمي كبار السن من سكان جيجيل هذا الموقع ب: ظهر (تلة) سيدي عمار، حيث يوجد به قبر للولى الصالح سيدي عمار. كما كان هناك مصلى وقبة.

## تاريخ الحصن
العهد الروماني : وجود بوابة طريق قسنطينة قرب الموقع.
العهد العثماني : تمت مهاجمة جيجيل من طرف البحرية الفرنسية سنة 1664 بقيادة الأميرال
دوكاسن (سمى الاحتلال الفرنسي هذا الحصن بعد ذلك باسم هذا الأميرال).حيث نزلت القوات
الفرنسية إلى البر. وطردت بعد معارك دامت 3 أشهر. حيث دمر الالجيش الفرنسي المنسحب القبة بالمتفجرات.